# Otto Marburg
Otto Marburg (Rýmařov, 1874 – New York, 1948) è stato un neurologo austriaco, noto per i suoi contributi sulla comprensione della sclerosi multipla e per i progressi nel campo della neurooncologia.
Dal 1919 al 1938 è stato direttore dell'Istituto Neurologico presso l'Università di Vienna. A seguito dell'Anschluss del 1938 (l'annessione dell'Austria alla Germania), Marburg è stato costretto a emigrare negli Stati Uniti d'America in qualità di rifugiato. Arrivato a New York è entrato nella Columbia University, nella facoltà di Medicina e Chirurgia, come professore di neurologia clinica.
È stato autore di diversi testi sul sistema nervoso, e un sottotipo di sclerosi multipla (la sclerosi multipla di Marburg) è stata nominata in suo ricordo.
Marburg è morto per un tumore a New York nel 1948, all'età di 74 anni.

## Opere
- O. Marburg: Mikroskopisch-topographischer Atlas des menschlichen Zentralnervensystems mit begleitendem Texte. terza edizione, Leipzig, Vienna 1927. (prima edizione 1904, seconda edizione 1927)
- O. Marburg: Die physikalischen Heilmethoden in Einzeldarstellungen für praktische Ärzte und Studierende. Franz Deuticke, Leipzig, Vienna 1905.
- O. Marburg: Die Hemiatrophia facialis progressiva; der umschriebene Gesichtsschwund. Hölder, Vienna 1912.
- J. A. Hirschl, O. Marburg: Syphilis des Nervensystems, einschliesslich Tabes und Paralyse. Hölder, Vienna 1914.
- G. Alexander, O. Marburg, H. Brunner (editors): Handbuch der Neurologie des Ohres. four volumes, Urban & Schwarzenberg, Berlino 1923–1929.
- O. Marburg: Der Kopfschmerz und seine Behandlung. Moritz Perles, Vienna 1926.
- O. Marburg: Der Schlaf, seine Störungen und deren Behandlung. Springer, Berlin, Vienna 1928.
- J. Meller, O. Marburg: Zur Kenntnis des Wesens der sogenannten Czermak-v. Hippelschen Netzhauterkran-kung. S. Karger, Berlino 1928.
- O. Marburg: Unfall und Hirngeschwulst: Ein Beitrag zur Ätiologie der Hirngeschwülste. Springer, Berlino 1934.
- E. Grünthal, F. Hiller, O. Marburg: Traumatische präsenile und senile Erkrankungen, Zirkulationsstörun-gen. Springer, Berlino 1936.
- O. Marburg, M. Helfand: Injuries of the nervous system, including poisonings. Veritas Press, New York 1939.
- O. Marburg: Hydrocephalus: its symptomatology, pathology, pathogenesis and treatment. Oskar Piest, New York 1940.